# Hemiancistrus spinosissimus
Hemiancistrus spinosissimus är en fiskart som beskrevs av Cardoso och Paulo Henrique Franco Lucinda 2003. Hemiancistrus spinosissimus ingår i släktet Hemiancistrus och familjen Loricariidae. Inga underarter finns listade i Catalogue of Life.